# Allsvenskan 1973
L'edizione 1973 del campionato di calcio svedese (Allsvenskan) vide la vittoria finale dell'Åtvidabergs FF.
Capocannoniere del torneo fu Jan Mattsson (Östers IF), con 20 reti.

## Classifica finale
|    | Classifica      | G  | V  | N  | P  | GF | GS | Punti |
| -- | --------------- | -- | -- | -- | -- | -- | -- | ----- |
| 1  | Åtvidaberg      | 26 | 16 | 5  | 5  | 53 | 32 | 37    |
| 2  | Öster           | 26 | 11 | 9  | 6  | 46 | 27 | 31    |
| 3  | Djurgården      | 26 | 13 | 5  | 8  | 53 | 38 | 31    |
| 4  | Malmö FF        | 26 | 12 | 6  | 8  | 46 | 32 | 30    |
| 5  | AIK             | 26 | 13 | 4  | 9  | 42 | 29 | 30    |
| 6  | IFK Norrköping  | 26 | 9  | 11 | 6  | 48 | 34 | 29    |
| 7  | Landskrona BoIS | 26 | 11 | 6  | 9  | 35 | 34 | 28    |
| 8  | Hammarby        | 26 | 9  | 8  | 9  | 33 | 37 | 26    |
| 9  | Elfsborg        | 26 | 7  | 11 | 8  | 36 | 37 | 25    |
| 10 | GAIS            | 26 | 9  | 7  | 10 | 33 | 42 | 25    |
| 11 | Örebro          | 26 | 8  | 8  | 10 | 42 | 42 | 24    |
| 12 | Sirius          | 26 | 7  | 5  | 14 | 20 | 48 | 19    |
| 13 | Örgryte         | 26 | 3  | 9  | 14 | 31 | 59 | 15    |
| 14 | IF Saab         | 26 | 4  | 6  | 16 | 26 | 53 | 14    |

### Verdetti
- Åtvidabergs FF campione di Svezia 1973.
- Örgryte IS e IF Saab retrocesse in Division 2.